# Michaela Paštiková
Michaela Paštiková (ur. 27 marca 1980 w Šumperku) – czeska tenisistka, reprezentantka kraju w Fed Cup.

## Kariera tenisowa
Pierwszy kontakt z tenisem miała w wieku trzech lat dzięki ojcu, który jest trenerem tenisa. Jej trenerem jest Jiří Fencl.
Startując w gronie juniorek zwyciężyła w konkurencji gry podwójnej dziewcząt w Australian Open 1996 w parze z Jitką Schönfeldovą.
Zawodową tenisistką była w latach 1996–2014. Pierwszy sukces seniorski odniosła w swym drugim występie profesjonalnym, w turnieju ITF w Zadarze w 1996, gdzie w finale pokonała Magdalenę Zděnovcovą. W sumie wygrała osiem turniejów z cyklu ITF (ostatni w 2007).
Zadebiutowała w turnieju WTA w sezonie 1998 w Pradze, gdzie osiągnęła finał w grze podwójnej z Květą Hrdličkovą. Nie odniosła spektakularnych sukcesów w grze pojedynczej, chociaż pokonała m.in. Tathianę Garbin i  Ai Sugiyamę w 2004. Jest mistrzynią jednej imprezy w cyklu WTA Tour, w Bol (1999) z Jeleną Kostanić, była także w półfinale Australian Open 2005 (z Gabrielą Navrátilovą) oraz w finałach turniejów WTA w Canberze i Modenie w tym samym roku, także razem z Navrátilovą.
W rankingu gry pojedynczej Paštiková najwyżej była na 89. miejscu (31 stycznia 2005), a w klasyfikacji gry podwójnej na 35. pozycji (25 lutego 2005).

## Finały turniejów WTA
| Legenda                | Legenda |
| ---------------------- | ------- |
| Wielki Szlem           |         |
| Igrzyska olimpijskie   |         |
| WTA Tour Championships |         |
| 1988 – 2008            |         |
| Kategoria I            |         |
| Kategoria II           |         |
| Kategoria III          |         |
| Kategoria IV           |         |
| Kategoria V            |         |

### Gra podwójna (1–3)
| Końcowy wynik | Nr | Data             | Turniej  | Nawierzchnia | Partnerka             | Przeciwniczki                           | Wynik finału     |
| ------------- | -- | ---------------- | -------- | ------------ | --------------------- | --------------------------------------- | ---------------- |
| Finalistka    | 1. | 12 lipca 1998    | Praga    | Ceglana      | Květa Peschke         | Karina Habšudová Silvia Farina Elia     | 6:2, 1:6, 1:6    |
| Zwyciężczyni  | 1. | 26 kwietnia 1999 | Bol      | Ceglana      | Jelena Kostanić Tošić | Meghann Shaughnessy Andreea Vanc        | 7:5, 6:7(1), 6:2 |
| Finalistka    | 2. | 10 stycznia 2005 | Canberra | Twarda       | Gabriela Chmelinová   | Tathiana Garbin Tina Križan             | 5:7, 6:1, 4:6    |
| Finalistka    | 3. | 11 lipca 2005    | Modena   | Ceglana      | Gabriela Chmelinová   | Julija Bejhelzimer Mervana Jugić-Salkić | 2:6, 0:6         |

## Finały juniorskich turniejów wielkoszlemowych

### Gra podwójna (1–0)
| Końcowy wynik | Rok  | Turniej         | Nawierzchnia | Partnerka          | Przeciwniczki                        | Wynik finału |
| Zwyciężczyni  | 1996 | Australian Open | Twarda       | Jitka Schönfeldová | Wolha Barabanszczykawa Mirjana Lučić | 6:1, 6:3     |